# امیرا اسپاهیچ
امیرا اسپاهیچ (انگلیسی: Amira Spahić؛ زادهٔ ۸ ژوئن ۱۹۸۳) بازیکن فوتبال اهل بوسنی و هرزگوین است.

وی همچنین در تیم ملی فوتبال زنان بوسنی و هرزگوین بازی کرده‌است.